# Raoul V de Beaumont-au-Maine
Raoul V de Beaumont-au-Maine est un vicomte du Maine.

## Généalogie
La famille de Beaumont, puis de Beaumont-Brienne, domina cette région du Maine du Xe  au  XIVe siècle.

## Biographie
Raoul V ou Raoul IV (cf. l'article Raoul II pour expliquer cette distorsion dans la numérotation des vicomtes Raoul de Beaumont), ou Roscelin (qui est en fait le même prénom, déformé), fils de Raoul IV de Beaumont et d'Hildegarde ou Eremburge, fidèle de Foulques Nerra, dit Célestin Port, aurait conquis avec lui les Mauges ; se serait fortifié au Grand-Montreveau ; il aurait tenu encore pour le comte d'Anjou en 1065, si toutefois dans le second cas il ne s'agit pas de Raoul Payen, fils de Raoul V de Beaumont. Il donna l'église de Saint-Rémy-en-Mauges à Saint-Serge, celle de Luché à Saint-Aubin, approuva comme suzerain un grand nombre de donations d'autres églises : Noyen, Montreuil, Saint-Longis, Saint-Vincent, Joué, etc. En 1047, avec Raoul Payen, son fils cadet, il souscrivit le don d'un serf à l'abbaye de Bourgueil. 
Mais son œuvre principale fut la fondation du prieuré de Vivoin en faveur de l'abbaye de Marmoutier, vers 1060, tout près de son château de Beaumont. Ce voisinage et le titre de fondateur donnèrent l'occasion aux vicomtes de prendre dans le couvent des licences très incompatibles avec la vie monacale. Sur le point de mourir, Raoul, visité par les chanoines de Saint-Julien, par les moines et le prieur Thibert, habile médecin, déclara n'avoir rien concédé à d'autres religieux de ce qu'il avait donné précédemment à Marmoutier et au prieuré de Vivoin. Il mourut en 1067.

## Famille
Raoul V avait épousé, longtemps avant 1045, Emma ou Emmeline de Montreveau († 12 septembre 1058), dame du Lude, fille d'Étienne de Montreveau et d'Emma (? ; ou plutôt Hildeburge, Audeberge, Hodeburge) de Vendôme (des vicomtes de Vendôme), nièce par sa mère d'Hubert de Vendôme, évêque d'Angers (1010-1047). Le prélat affectionnait sa nièce dont il parle en termes très tendres. Il s'intéressa aussi à son neveu par alliance et intervint dans ses actes. Quant à Emma, qui mourut en 1058, elle voulut être enterrée près de son oncle. Son nom se rencontre dans un grand nombre des chartes de son mari, surtout pour de pieuses libéralités prises sur sa dot.
De ce premier mariage Raoul V eut plusieurs fils :
1. Hubert, successeur de son père ;
2. Raoul, surnommé ordinairement Payen de Beaumont parce qu'il avait été baptisé déjà grand, aussi nommé Raoul V ou VI de Beaumont, et qualifié de vicomte de Montreveau et de Vendôme (en héritage maternel) ;
3. Haberge de Beaumont, dame de Montrevault, mariée d'abord à Tesselin, seigneur de Montrevault, son parent, puis à Guillaume II Talvas, dit Talvas, comte d'Alençon et de Bellême (fils de Guillaume Ier de Bellême, veuf et assassin d'Hildeburge[2]), et n'eut pas d'enfants ;
4. Godeheult ou Godehildis de Beaumont, religieuse au Ronceray, dotée avant 1067 par son père, et vers 1100 par son frère, de Contigné et de la terre du Fay ; vivait après 1104 ;
5. Hildeburge (Théophanie) de Beaumont[2].

Du second mariage avec Cana, fille de Gelduin, seigneur de Pontlevoie, Raoul V a eu :
- Geoffroi de Beaumont (° ~1074, sans descendance)[2] ;
- Eudes (Odo) de Beaumont (° ~1074, sans descendance)[2] ;
- Savari de Beaumont (° 1067 - † 1080)[2], marié à Muriel de Mery (fille de Richard, seigneur de Bohon, et de Lucie N...).

Le Père Anselme donne encore à Raoul : Bouchard, dont, dit-il, « on ne connaît que le nom », ce qui est encore trop ; et Geoffroy, qui n'est autre que l'auteur de la maison de Braitel. Il dit ce dernier époux d'Adelaïs que l'abbé Angot ne connaît pas, et père derbert qui, d'une femme nommée Tesseline aurait eu Guillaume, évêque d'Angers. Or, l'évêque d'Angers était fils de Richard et de Lucie, de la branche aînée.
Auguste Le Prévost, éditeur d'Orderic Vital, semble adopter l'opinion de N. Stapleton, son correspondant, qui voit dans un nommé Geoffroy Mancel un frère d'Hubert, vicomte du Maine (t. II, p. 102 ; t. IV, p. 104). Or Orderic Vital, à qui l'on prête cette opinion, ne dit pas cela. Veuf d'Emma de Montreveau, Raoul V épousa vers 1060 Cana de Pontlevoie, fille de Gelduin de Pontlevoie, d'origine anglaise semble-t-il (?) ; laquelle paraît depuis la fondation du prieuré de Vivoin dans nombre d'actes de son mari, et qui lui survécut car on la trouve avec le titre de vicomtesse, tenant sa cour de justice dont faisait partie son beau-fils, Hubert.
De ce second mariage, Raoul eut un fils :
1. Savary, témoin du don de l'église de Saint-Corneille par Jean de la Guierche, 1067-1080 ; et de nouveau dans une charte de l'Abbaye aux Dames de Caen. Henri Ier d'Angleterre, roi d'Angleterre, lui donne vers 1102-1105, pour ses services militaires, une terre qui avait appartenu aux religieuses d'Almenêches. Jamais on ne le trouve cité avec ses frères, mais il fit souche en Angleterre. Il y eut trois fils : 
  1. Raoul, morts sans enfants ;
  2. Savary, morts sans enfants ;
  3. Goldwin, père de Francus, resté seul héritier. Le roi Richard, par une charte datée de Gorron, le 31 mars 1190, confirma à Francus la possession de plusieurs terres de Normandie, telles que les possédait Savary, fils de Savary, son oncle, et aussi Midhurst et d'autres biens en Angleterre (Auguste Le Prévost, Ord. Vitalis, t. III, p. 360).

## Sources
- Abbé Angot, « Les vicomtes du Maine », dans Bulletin de la Commission historique et archéologique de la Mayenne, 1914, no 30, p. 180-232, 320-342, 404-424. .
- Comtes du Maine, Étienne Patou, 2007, .